# Shanghai Airlines Cargo
Shanghai Airlines Cargo (chiń. 上海航空股份公司; pinyin Shànghǎi Hángkōng Gǔfèn Gōngsī) – chińskie linie lotnicze cargo których baza mieści się w porcie lotniczym Szanghaj-Pudong. Operacje rozpoczęto w lipcu 2006 jako wspólne przedsięwzięcie Shanghai Airlines oraz linii EVA Air należących do Evergreen Group. W 2011 nastąpiło połączenie z liniami China Cargo Airlines oraz Great Wall Airlines i obecnie wszystkie operacje są wykonywane pod marką China Cargo Airlines.

## Flota
| Typ                      | Liczba | Uwagi                                       |
| ------------------------ | ------ | ------------------------------------------- |
| Boeing 757-26D(PCF)      | 2      | Przekazane do China Cargo Airlines          |
| McDonnell Douglas MD-11F | 4      | 3 sztuki przekazane do China Cargo Airlines |